# Concierto para violonchelo (Ligeti)
El Concierto para violonchelo y orquesta es una obra concertante para orquesta y violonchelo solista de György Ligeti compuesto en 1966. Está dedicado al violonchelista Siegfried Palm, quien estrenó la obra.

## Historia
Originalmente, Ligeti había planeado componer una obra de un solo movimiento. A medida que se desarrollaba el la composición, decidió expandir el material inicial del concierto en un movimiento y colocó el material restante en un segundo movimiento. En la ejecución, el segundo movimiento sigue inmediatamente al primero, sin interrupción.
El concierto tuvo su primera interpretación en Berlín, el 19 de abril de 1967, con Siegfried Palm al violonchelo y la Orquesta Sinfónica de la Radio de Berlín dirigida por Henryk Czyż.

## Estructura y estilo
El concierto está escrito para violonchelo solo con una pequeña orquesta compuesta de flauta (con un flautín), oboe (con un corno inglés), 2 clarinetes (con un clarinete bajo), fagot, corno, trompeta, trombón, arpa y cuerdas.
Los movimientos los siguientes:
- I.  = 40 – attacca:
- II. (Lo stesso tempo)  = 40

Una interpretación del concierto suele durar aproximadamente 16 minutos.
La obra ha sido descrita como un "anti-concierto"  debido a la naturaleza de la relación entre el solista y la orquesta. El violonchelo solo comienza de manera muy silenciosa con un Mi natural que en la partitura tiene marcada la dinámica pppppppp (8 p) y continúa en un papel casi disociado de la orquesta y evita la escritura virtuosa habitual en un concierto solista, y más bien crea una pieza atmosférica y contemplativa.

## En la cultura popular
Junto con otras piezas de Ligeti, el concierto para violonchelo ha sido popular entre los cineastas y ha aparecido en los siguientes films:
- A Warning to the Curious (dir. Lawrence Gordon Clark, 1972)
- Heat  (dir. Michael Mann, 1995)[5]
- Over Your Cities Grass Will Grow (dir. Sophie Fiennes, 2010)
- The Killing of a Sacred Deer  (dir. Yorgos Lanthimos, 2017)[6]

## Discografía seleccionada
- BIS - Christian Poltéra, violonchelo; Baldur Brönnimann, director; BIT20 Ensemble
- Deutsche Grammophon - Jean-Guihen Queyras, violonchelo; Pierre Boulez, director; Ensemble Intercontemporain
- Neos - Nicolas Altstaedt, violonchelo; Fabián Panisello, director; Plural Ensemble
- Teldec - Siegfried Palm, violonchelo; Reinbert de Leeuw, director; Asko-Schönberg Ensemble